# Lopezia galeottii
Lopezia galeottii är en dunörtsväxtart som beskrevs av Jules Émile Planchon. Lopezia galeottii ingår i släktet enmansblommor, och familjen dunörtsväxter. Inga underarter finns listade i Catalogue of Life.